# DHgate.com
DHgate.com (vereinfachtes Chinesisch: 敦煌 敦煌; Pinyin: Dūnhuángwǎng) ist eine chinesische Business-to-Business (B2B) und Business-to-Consumer-Webseite für E-Commerce, die den Verkauf hergestellter Produkte von Lieferanten an Kleine und mittlere Unternehmen und Endverbraucher erleichtern soll.
DHgate.com, das als Virtueller Marktplatz in zehn Sprachversionen (Chinesisch, Englisch, Russisch, Spanisch, Deutsch, Portugiesisch, Italienisch, Arabisch, Türkisch und Französisch) verfügbar ist, ist Chinas größte international ausgerichtete B2B E-Commerce-Handelsplattform.

## Geschichte
DHgate wurde im August 2004 durch Diane Wang in Peking gegründet. Der Betrieb startete 2005. Das "DH" in DHgate bezieht sich auf Dunhuang (Mandarin 敦煌), eine chinesische Stadt in der heutigen Provinz Gansu und früherer strategischer Punkt an der Seidenstraße, der China im Altertum mit dem Rest der Welt verband. Der Name spielt auf die Position des Unternehmens als moderne Online-Version der Seidenstraße an, die Kleine und mittlere Unternehmen (KMU) zwischen China und dem Ausland verbindet. DHGate erhielt in den Jahren 2006 und 2007 Kapitalinvestitionen, da es in der Gründungsphase nicht rentabel war. Im Jahr 2008 wurde es auf Platz 7 des Deloitte Technology Fast 50 für den asiatisch-pazifischen Raum gelistet. Bis zum folgenden Jahr hatte es über 1 Million registrierte Benutzer weltweit.
Im Januar 2013 begann DHgate, KMUs in Vietnam beim internationalen Export von Waren zu unterstützen. Zuvor hatte das Unternehmen hauptsächlich daran gearbeitet, chinesische KMUs mit ausländischen Käufern in Kontakt zu bringen.
DHgate war auch das erste international ausgerichtete chinesische E-Commerce-Unternehmen, das Internet-Finanzdienstleistungen anbot. In einem Bericht der International Finance Corporation vom April 2014 wurde den Volkswirtschaften der Asiatisch-Pazifischen Wirtschaftsgemeinschaft (APEC) empfohlen, dem Unternehmensmodell zu folgen. Im Februar 2015 ging DHGate eine Kooperation mit Shopify ein.
Im November 2015 half DHgate bei einer Zeremonie während des G20-Gipfels in Antalya, an der Staats- und Regierungschefs beider Länder und Diane Wang teilnahmen, bei der Ermöglichung eines bilateralen E-Commerce-Vertrags zwischen der Türkei und China. Das Abkommen wurde im Rahmen des chinesischen Großprojekts One Belt, One Road unterzeichnet. Eine chinesisch-türkische E-Commerce-Plattform wurde im April 2016 von DHgate (in Zusammenarbeit mit Chongqing Logistics City) eingerichtet. Im Jahr 2017 begann das Unternehmen mit der Einrichtung von Geschäftsläden mit der Bezeichnung Digital Trade Centers (DTCs), die es Einzelhändlern und Großhändlern ermöglichen sollten, Produkte vor dem Kauf zu überprüfen. Bis Ende 2017 wurden Geschäftsläden in den USA, Ungarn, Australien, Spanien, Russland, der Türkei, den Vereinigten Arabischen Emiraten und Peru eingerichtet.
Ab 2019 unterstützte DHgate japanische KMUs beim Verkauf ihrer Produkte über die Plattform und setzte seine Strategie in der Türkei fort, den Lieferanten dort den Online-Verkauf zu ermöglichen.